# Arduino Agnelli
Arduino Agnelli (Trieste, 18 maggio 1932 – Trieste, 26 novembre 2004) è stato un politico italiano.

## Biografia
Docente universitario, esponente del Partito Socialista Italiano. Fu sindaco di Trieste per un brevissimo periodo (40 giorni) nel 1986, è stato poi eletto senatore della Repubblica per due legislature, restando in carica dal 1987 al 1994. 
Fu più volte relatore nei convegni organizzati da “Coordinamento Adriatico” e dalle associazioni degli Esuli giuliano-dalmati a Bologna, Udine, Trieste, Roma ed esperto conoscitore della realtà dei Balcani.
Muore nel novembre 2004 all'età di 72 anni.